# فلمينات الفضة
فلمينات الفضة (AgCNO) هي مركبات شديدة الانفجار من أملاح الفضة مشتقة من حمض الفلمينيك.

## قراءة إضافية
- Singh, K. (1959). "Crystal structure of silver fulminate". Acta Crystallographica. ج. 12 ع. 12: 1053. DOI:10.1107/S0365110X5900295X.